# Шульц-Люпиц, Альберт
Альберт Шульц-Люпиц (26 марта 1831, Рена, Мекленбург — 5 января 1899, Люпиц, ныне Кузай) — германский агроном-опытник, научный писатель, политик, автор множества работ в области питания растений.

## Биография
Родился в семье фармацевта. Начальное образование получил в домашних условиях, занимаясь с нанятыми родителями педагогами. Позже учился в гимназии Фридриха-Франца; в 1851 году поступил изучать сельское хозяйство в Университет Хоэнхайм, где отучился два семестра, затем перевёлся на ту же специальность в Йенский университет. 
После завершения обучения решил заняться частным фермерским хозяйством и в 1855 году приобрёл на занятые у родственников деньги имение Люпиц площадью 250 га в районе Альтмарка. До покупки это имение пребывало в запустении и не приносило практически никакого дохода из-за сухих почв; в течение десяти лет (до 1865 года) Шульц пытался заниматься на этом земельном участке овцеводством, но без особого успеха. 
С 1865 года обратился к земледелию довёл урожайность его полей до высокого уровня: до 1876 года в качестве удобрения применял в основном мергель (добившись с ним лишь временного успеха), затем калийную соль; с 1876 года стал использовать фосфорные и затем азотные удобрения, обнаружив, в частности, что мотыльковые способны получать азот из воздуха. 
В 1881 году опубликовал статью о выращивании бобовых культур с помощью азотных удобрений, таких как перуанское гуано и костная мука; с 1886 года начал активно внедрять практику плодосменного хлзяйства, продолжая выращивать в основном бобовые. Его деятельность имела большой коммерческий успех, а его опыты внесли вклад в развитие учения о минеральных удобрениях.
С 1882 по 1893 год состоял членом прусской Палаты депутатов от Гарделегена; в 1887—1889 и в 1893—1898 годах избирался депутатом рейхстага от Макдебурга. 
В марте 1883 года был одним из основателей Немецкого сельскохозяйственного общества; в 1890 году вошёл в правление новосозданного сахарного завода Salzwedel, тогда же был награждён золотой медалью Либиха — высшей наградой Германской империи для учёных, работавших в области сельского хозяйства. 
В 1893 году стал почётным доктором Йенского университета, в 1897 году — почётным гражданином города Клётце.

### Главные научные работы
- «Die Kalidüngung auf leichten Boden» (4-е издание — Берлин, 1890);
- «Die Kalk-Kali-Phosphatdüngung» (Дрезден, 1892);
- «Zwischenfruchtbau auf leichtem Boden» (Берлин, 1895).